# Protogalaxie

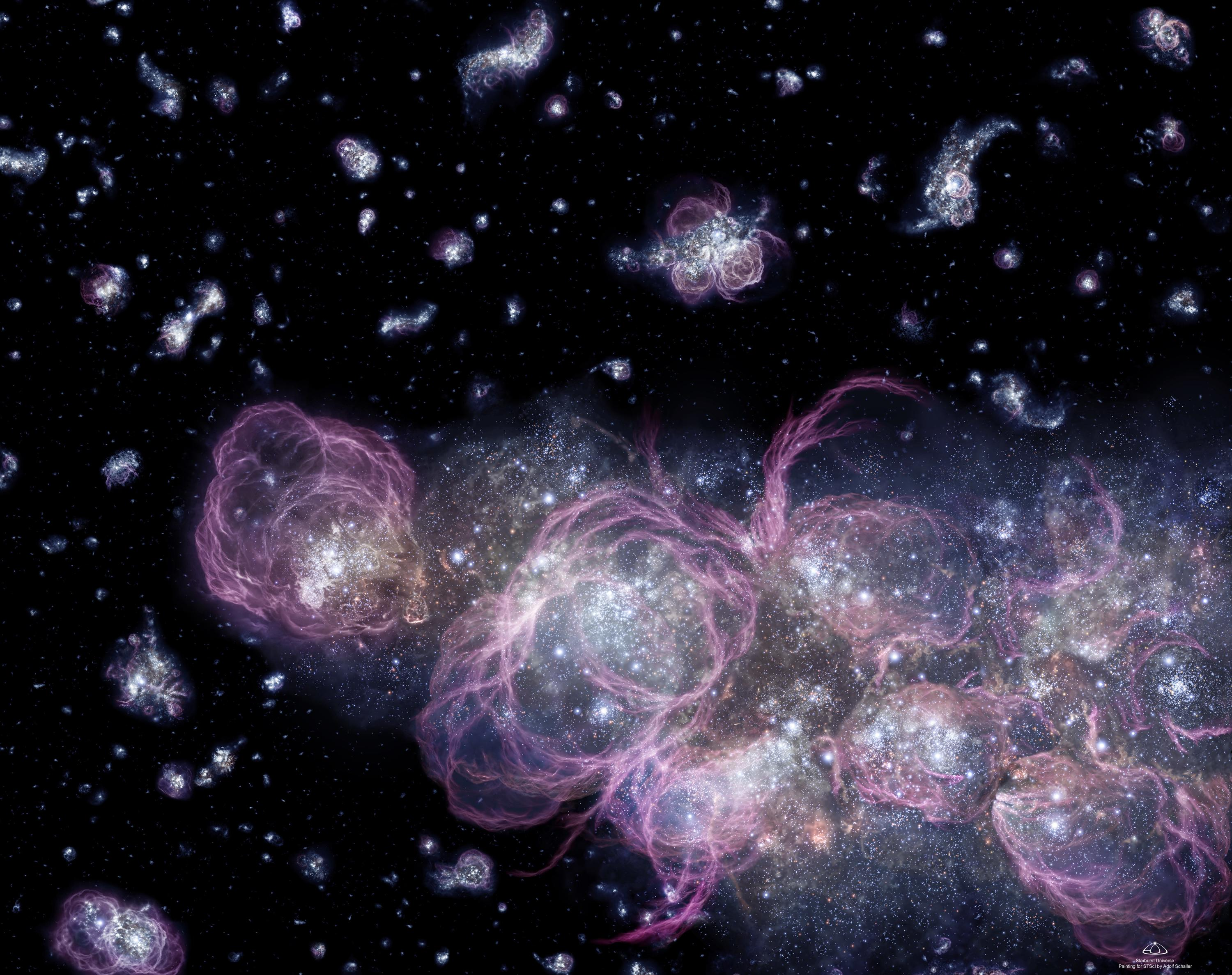
Illustration montrant des protogalaxies en train d'entrer en collision.

En cosmologie physique, une protogalaxie, ou galaxie primitive, est un nuage de gaz qui se transforme en galaxie. On pense que le taux de formation d'étoiles, durant la période d'évolution galactique va déterminer si la  forme d'une galaxie sera une spirale ou une ellipse ; une formation d'étoiles ralentie tend à générer une galaxie spirale. Des petits nuages de gaz d'une protogalaxie se transforment en étoile. Le terme est principalement utilisé dans la théorie du Big Bang.

## Formation
Selon la théorie du Big Bang, l'univers primitif aurait commencé avec une distribution presque uniforme de la matière et de matière noire (chaque particule étant à égale distance de la suivante). La matière noire a ensuite commencé à s'agglutiner sous l'effet de l'attraction gravitationnelle en raison du spectre de perturbation de la densité initiale causé par les fluctuations quantiques. Cela découle du principe d'incertitude d'Heisenberg qui montre qu'il peut y avoir de minuscules changements temporaires dans la quantité d'énergie dans l'espace vide. Des paires de particules/antiparticules peuvent se former à partir de cette énergie par équivalence masse-énergie, et l'attraction gravitationnelle fait que d'autres particules proches se déplacent vers elles, perturbant la distribution uniforme et créant un centre de gravité, attirant les particules proches plus près. À la taille actuelle de l'univers, ce phénomène est négligeable, mais l'état de ces minuscules fluctuations au début de l'expansion de l'univers à partir d'un point unique a laissé une impression qui s'est amplifiée au fur et à mesure de l'expansion de l'univers, donnant lieu à de vastes zones de densité accrue. La gravité de ces amas plus denses de matière noire a alors provoqué la chute de la matière voisine dans la région plus dense,. Ce type de processus aurait été observé et analysé par Nilsson et al. en 2006,, ce qui a entraîné la formation de nuages de gaz, principalement d'hydrogène, au sein desquels les premières étoiles ont commencé à se former. Ces nuages de gaz et ces premières étoiles, plusieurs fois plus petits que notre galaxie, constituaient les premières protogalaxies.

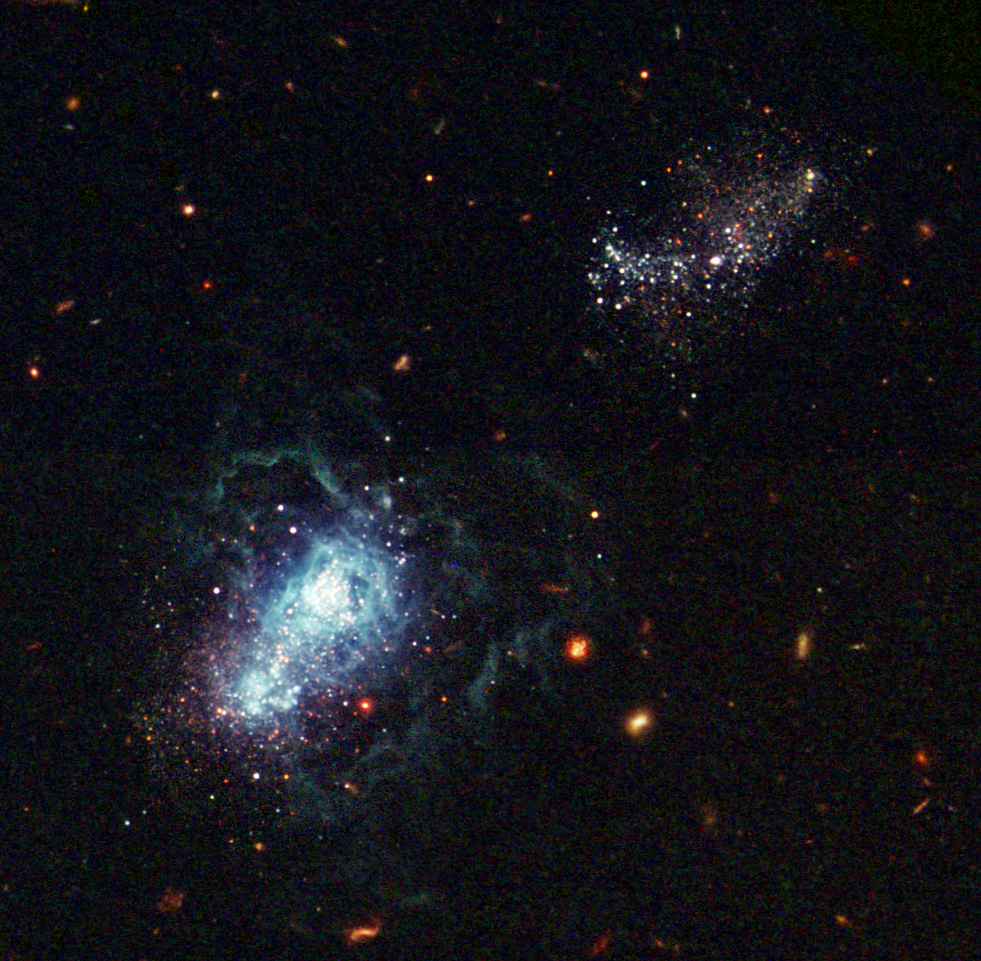
Photo de I Zwicky 18, potentiellement la plus jeune galaxie jamais observée, prise par le télescope Hubble

Selon la théorie établie, les groupes de petites protogalaxies ont été attirés par la gravité et sont entrés en collision, ce qui a entraîné la formation des galaxies "adultes" que nous connaissons aujourd'hui, qui sont beaucoup plus grandes . Ce phénomène s'inscrit dans le cadre du processus d'assemblage hiérarchique, qui est un processus continu au cours duquel des corps plus grands se forment continuellement à partir de la fusion de corps plus petits,.

## Propriétés

### Composition
Les protogalaxies sont presque entièrement composées d'hydrogène et d'hélium. À quelques exceptions près, l'hydrogène se liait pour former des molécules de H2. Elles sont aussi pauvres en étoiles. Ces deux éléments sont liés car c'est la combustion puis la mort des étoiles qui produit des éléments plus lourds. Cette situation change lorsque la formation d'étoiles commence et produit d'autres éléments par le biais du processus de fusion nucléaire.

### Mécanismes
Lorsqu'une protogalaxie commence à se former, toutes les particules liées à sa gravité commencent à être fortement attirée vers elle. La durée de cette chute libre peut être estimée à l'aide des équations de la chute libre. La plupart des galaxies ont achevé cette phase de chute libre pour devenir des galaxies elliptiques stables ou des galaxies à disque. Ce deuxième type de galaxie se forme plus lentement. La formation des amas de galaxies prend beaucoup plus de temps et est toujours en cours. C'est également à ce stade que les galaxies acquièrent la majeure partie de leur moment angulaire. Une protogalaxie l'acquiert sous l'influence gravitationnelle des amas denses voisins dans l'univers primitif, et plus le gaz s'éloigne du centre, plus le spin augmente.

### Luminosité
La luminosité des protogalaxies provient de deux sources. Tout d'abord, le rayonnement de la fusion nucléaire de l'hydrogène en hélium dans les premières étoiles. On pense que cette explosion précoce de formation d'étoiles a rendu la luminosité d'une protogalaxie comparable à celle d'une galaxie à flambée d'étoiles actuelle ou d'un quasar. L'autre source de lumière est la libération d'un excès d'énergie de liaison gravitationnelle. La principale longueur d'onde attendue d'une protogalaxie est une variété d'ultraviolet (UV) appelée Lyman-alpha, qui correspond à la longueur d'onde émise par l'hydrogène gazeux lorsqu'il est ionisé par le rayonnement d'une étoile.

## Détection

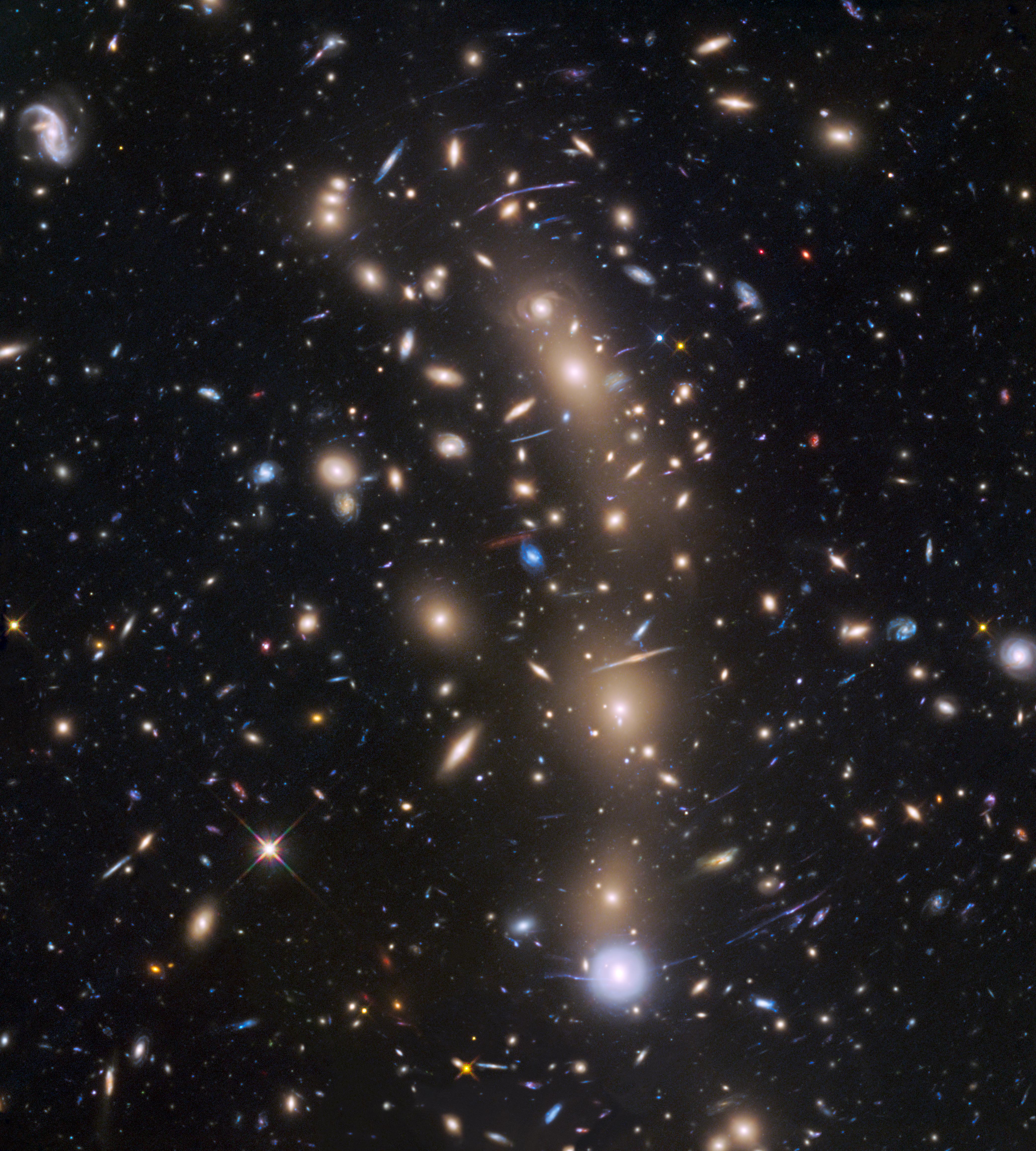
L'amas de galaxie MACS J0416.1-2403, situé à environ 4 milliards d'années-lumière, agit comme une lentille gravitationnelle et a permis aux scientifiques de découvrir la protogalaxie "Tayna" s'étant formée il y a 13.8 milliards d'années. Photographie de Hubble, 2015

En théorie, les protogalaxies peuvent encore être observées aujourd'hui, car la lumière provenant des confins de l'univers met très longtemps à atteindre la Terre, suffisamment longtemps dans certains endroits pour que nous puissions voir l'univers quand il été encore peuplés de protogalaxies. Au cours des 30 dernières années, de nombreuses tentatives ont été faites pour trouver des protogalaxies à l'aide de télescopes, car une telle découverte permettrait de confirmer la formation des galaxies, mais la distance à parcourir pour qu'une lumière soit suffisamment ancienne pour provenir d'une protogalaxie est très grande. Ceci, ajouté au fait que la longueur d'onde Lyman-alpha est facilement absorbée par la poussière, a conduit certains astronomes à penser que les protogalaxies pourraient être trop peu lumineuses pour être détectées.
En 1996, une protogalaxie candidate a été découverte par Yee et son équipe à l'aide du Réseau canadien de cosmologie d'observation (CNOC). Il s'agissait d'une galaxie en forme de disque située à un décalage vers le rouge élevé et présentant une très forte luminosité. Il a par la suite été débattu que cette incroyable luminosité était due à l'effet de lentille gravitationnelle d'un amas galactique d'avant-plan.
En 2006, K. Nilsson et ses collaborateurs ont signalé la découverte d'un "blob" émettant un rayonnement UV Lyman alpha. L'analyse a conclu qu'il s'agissait d'un nuage géant d'hydrogène gazeux tombant sur un amas de matière noire au début de l'univers, créant ainsi une protogalaxie,.
En 2007, Michael Rauch et ses collègues ont utilisé le Very Large Telescope pour rechercher un signal provenant du gaz intergalactique, lorsqu'ils ont repéré des dizaines d'objets discrets émettant de grandes quantités de rayonnement UV de type Lyman-alpha. Ils ont conclu que ces 27 objets étaient des exemples de protogalaxies datant d'il y a 11 milliards d'années.